# Autoridad Monetaria de Brunéi
La Autoridad Monetaria de Brunéi Darussalam (Autoriti Monetari Brunei Darussalam) es el banco Central de Brunéi. Fue establecido bajo la Orden de la Autoriti Monetari Brunei Darussalam, de 2010, y comenzó sus operaciones el 1 de enero de 2011. Sucede a la Comisión Monetaria y de Divisas de Brunéi.

## Orígenes
El Consejo Monetario de Brunéi fue establecido el 12 de junio de 1967, y tuvo lugar la introducción del dólar de Brunéi como la nueva moneda en sustitución del Dólar de Malaya y Borneo tras el acuerdo monetario entre Malasia, Singapur y Brunéi y cada país pasó a emitir su moneda, que continuaron siendo intercambiables hasta el 8 de mayo de 1973, cuando Malasia rompió el acuerdo con Singapur y Brunéi. El Acuerdo de Intercambiabilidad de Moneda entre Singapur y Brunéi todavía existe. El 27 de junio de 2007, Singapur y Brunéi celebraron el 40.º aniversario del acuerdo con la emisión de billetes conmemorativos de $20.
El Consejo Monetario de Brunéi fue disuelto y renovados bajo el nuevo nombre de la Comisión Monetaria y de Divisas de Brunéi de conformidad con la Sección 3-1 de la Orden Monetaria y de Divisas de 2004 el 1 de febrero de 2004. Fue sustituido por la Autoridad Monetaria de Brunéi Darussalam (Autoriti Monetari Brunei Darussalam) en 2011.

## Organización del AMBD
El Presidente de la AMBD es el príncipe Haji Al-Muhtadee Billah, hijo del sultán Haji Hassanal Bolkiah Mu''izzaddin Waddaulah. Los vicepresidentes son Pehin Orang Kaya Seri Kerna Dato Seri Setia y Haji Awang Abu Bakar bin Haji Apong.